# Giovanni Ventura Borghesi
Giovanni Ventura Borghesi, född 29 oktober 1640 i Città di Castello, död 13 april 1708 i Città di Castello, var en italiensk målare under barockepoken. 

## Biografi
Giovanni Ventura Borghesi var elev till Pietro da Cortona och fullbordade vid dennes död 1669 högaltarmålningen i Sant'Ivo alla Sapienza.
I sin hemstad har Borghesi utfört målningar i kyrkorna Santa Margheritina, Madonna del Buon Consiglio, San Sebastiano och Santi Florido e Amanzio.

## Verk i urval
- Jungfru Marie födelse (1680) – Cappella di San Nicola di Bari, San Nicola da Tolentino[1][2]
- Jungfru Marie kröning (1680) – Cappella di San Nicola di Bari, San Nicola da Tolentino[1][2]
- Jesus Kristus uppenbarar sig för de heliga Ivo, Leo, Pantaleon, Lukas, Alexander och Fortunatus (efter 1669; påbörjad av Pietro da Cortona år 1661), högaltarmålning – Sant'Ivo alla Sapienza[3][4]